# اسوالدو لوپس
اسوالدو لوپس (انگلیسی: Osvaldo Lopes؛ زادهٔ ۶ آوریل ۱۹۸۰) بازیکن فوتبال اهل فرانسه است.
از باشگاه‌هایی که در آن بازی کرده‌است می‌توان به باشگاه فوتبال تورکی یونایتد، باشگاه فوتبال کورک سیتی، باشگاه ورزشی مون‌پلیه، باشگاه فوتبال کترینگ تاون، و باشگاه فوتبال پلیموث آرگیل اشاره کرد.